# Black Isle Studios
Black Isle Studios foi uma divisão da produtora de jogos eletrônicos Interplay Entertainment, criada especialmente para produção de Role-Playing Game. A produtora ficou famosa pelas séries Baldur's Gate e Fallout. A divisão foi criada em 1996 e somente adotou o nome de "Black Isle Studios" em 1998. O nome foi inspirado na terra natal do fundador Feargus Urquhart que se chamava Black Isle na Escócia. Mas em Dezembro de 2003, por problemas financeiros, a Interplay fechou a produtora. Atualmente a maioria dos ex-funcionários trabalha para a Obsidian Entertainment e a Troika Games.

## Produtos
- Fallout (1997)
- Fallout 2 (1998)
- Planescape: Torment (1999)
- Icewind Dale (2000)
- Icewind Dale: Heart of Winter (2001)
- Icewind Dale: Heart of Winter - Trials of the Luremaster (2001)
- Icewind Dale II (2002)

### Participações nos projetos
- Baldur's Gate (1998)
- Baldur's Gate: Tales of the Sword Coast (1999)
- Baldur's Gate II: Shadows of Amn (2000)
- Baldur's Gate II: Throne of Bhaal (2001)
- Lionheart: Legacy of the Crusader (2003)

### Projetos cancelados
- Stonekeep 2: Godmaker (2001)
- Torn (2001)
- Fallout 3 (Van Buren) (2003)
- Baldur's Gate III: The Black Hound (2003)